# John F. Kennedy Space Center

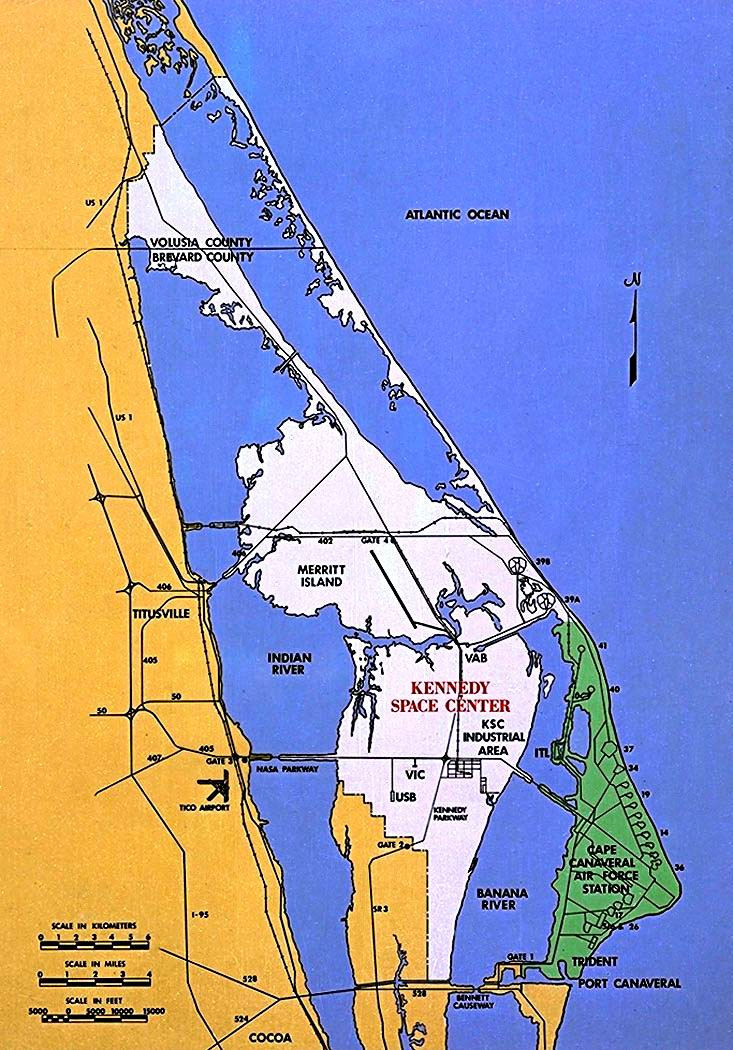
Merritt Island med Kennedy Space Center

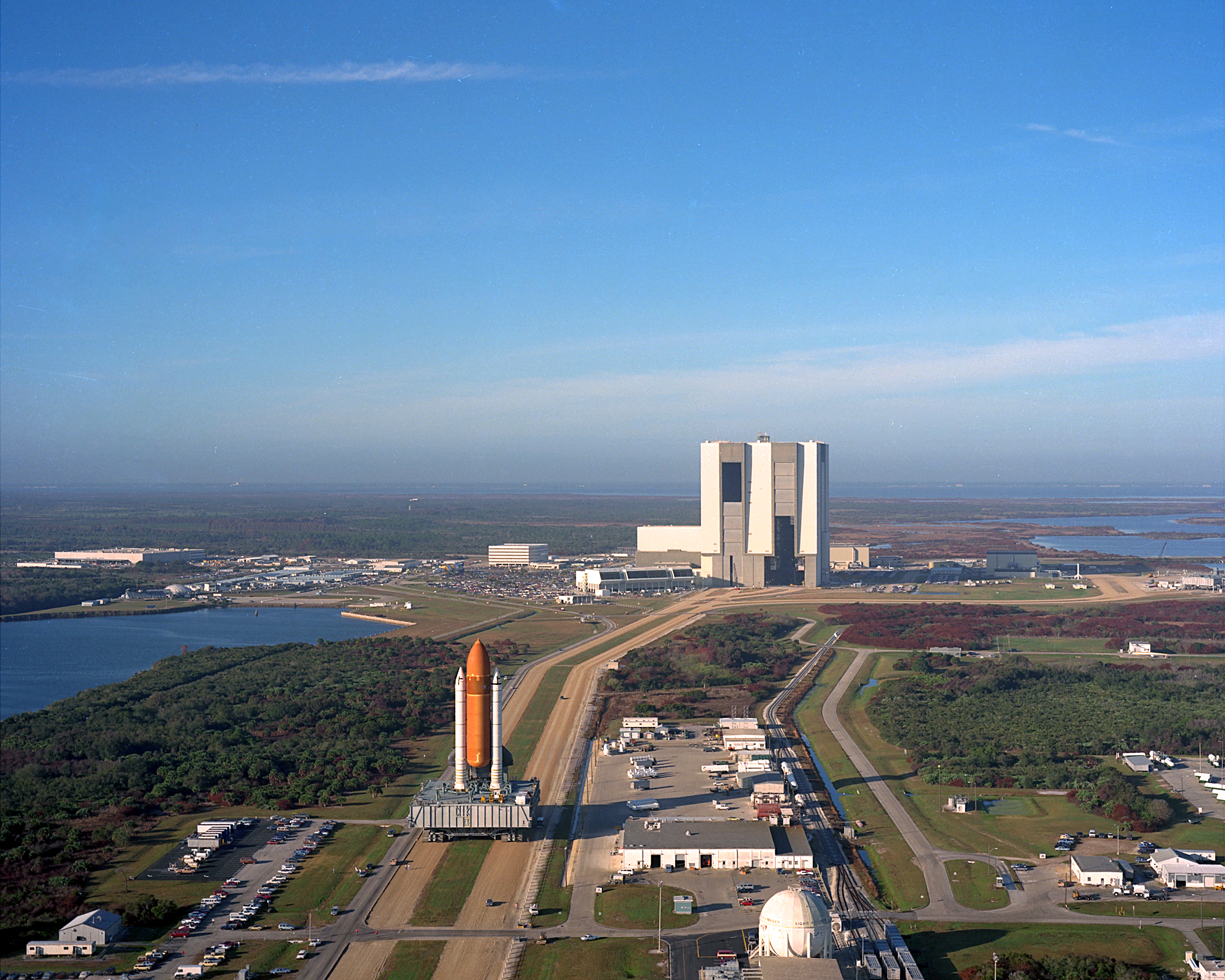
Rymdfärjan Atlantis på väg till avfyrningsrampen på KSC i januari 1990

John F. Kennedy Space Center eller Kennedy Space Center (KSC) är NASA:s anläggning för att montera ihop och skjuta upp raketer vid Cape Canaveral Air Force Station vid Cape Canaveral på ön Merritt Island i Florida, USA.
Anläggningen har en areal på 567 km² och cirka 17 000 människor har sina arbetsplatser där. Då stora delar av området är avstängt för allmänheten är det en lugn plats för många olika vilda djur som till exempel alligatorer. En liten del av området är turistområde. Där finns utställningar, IMAX-biografer, restauranger och liknande. I de många orkaner som förekommer i området skadas ofta byggnader.
Den största byggnaden vid KSC är Vehicle Assembly Building (VAB) och är cirka 150 meter hög. Fyra kompletta Saturn V raketer kunde monteras samtidigt där. VAB, liksom några av raketerna i den raketpark som finns inom KSC, skadades svårt 2004 av orkanen Frances.

## Historia
Området har använts sedan 1949 då president Harry Truman etablerade Joint Long Range Proving Grounds på Cape Canaveral för att testa missiler. Platsen var idealisk för ändamålet då det möjliggjorde uppskjutningar ut över Atlanten och den var närmre ekvatorn än de flesta andra ställen i USA vilket gav raketerna en knuff av jordens rotation.
År 1951 etablerade USA:s flygvapen Air Force Missile Test Center vid den intilliggande Banana River Naval Air Station. Efter Sovjetunionens uppskjutning av Sputnik, den första satelliten placerad i omloppsbana, exploderade flottans Vanguard den 6 december 1957. NASA bildades 1958 och området byggdes ut till en stor bas för uppskjutningar. De olika missilerna Redstone, Jupiter IRBM, Jupiter-C, Pershing, Polaris, Thor, Atlas, Titan och Minuteman har alla testats på området. Thor blev grunden för Delta-raketen som användes till uppskjutningen av Telstar 1 den 1 juli 1962.
Offentliggörandet av planerna för mån-programmet ledde till en expansion av området från Cape Canaveral till den närliggande Merritt Island. NASA började 1962 köpa landområden för expansionen. I juli 1962 gavs området namnet Launch Operations Center. I november 1963, efter mordet på president John F. Kennedy bytte området igen namn till John F. Kennedy Space Center.

## Vehicle Assembly Building (VAB)

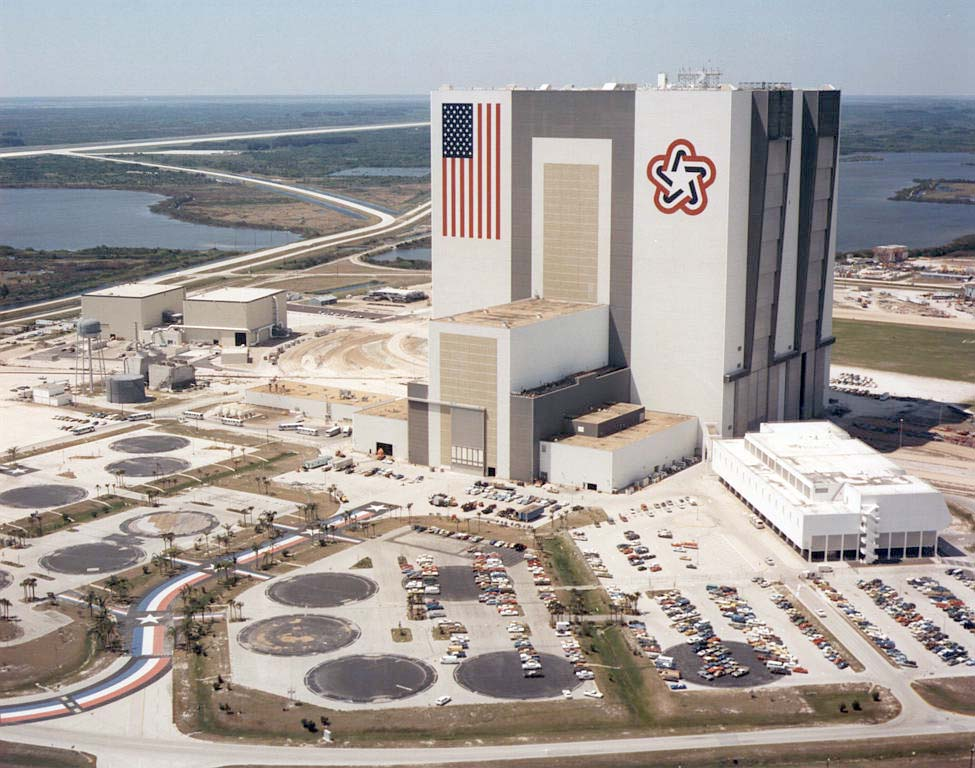
Vehicle Assembly Building

Byggnaden byggdes 1965 och invigs 1966. För att kunna bygga den höga Saturnus-raketen under Apolloprogrammet var man tvungen att bygga en monteringshall. Den är 160 m hög, 218 m lång och 158 m bred.Ytan är 3,25 hektar. Ett tag var den världens största byggnad. Dörrarna är fortfarande världens största, de är 139 m höga och tar 45 min att öppna. Byggnaden används fortfarande.

## Launch Control Center (LCC)
Placerad vid foten av Vehicle Assembly Building. Härifrån kontrolleras alla uppskjutningar från Launch Complex 39 fram tills raketen lämnat raketrampen.

## Startplattor

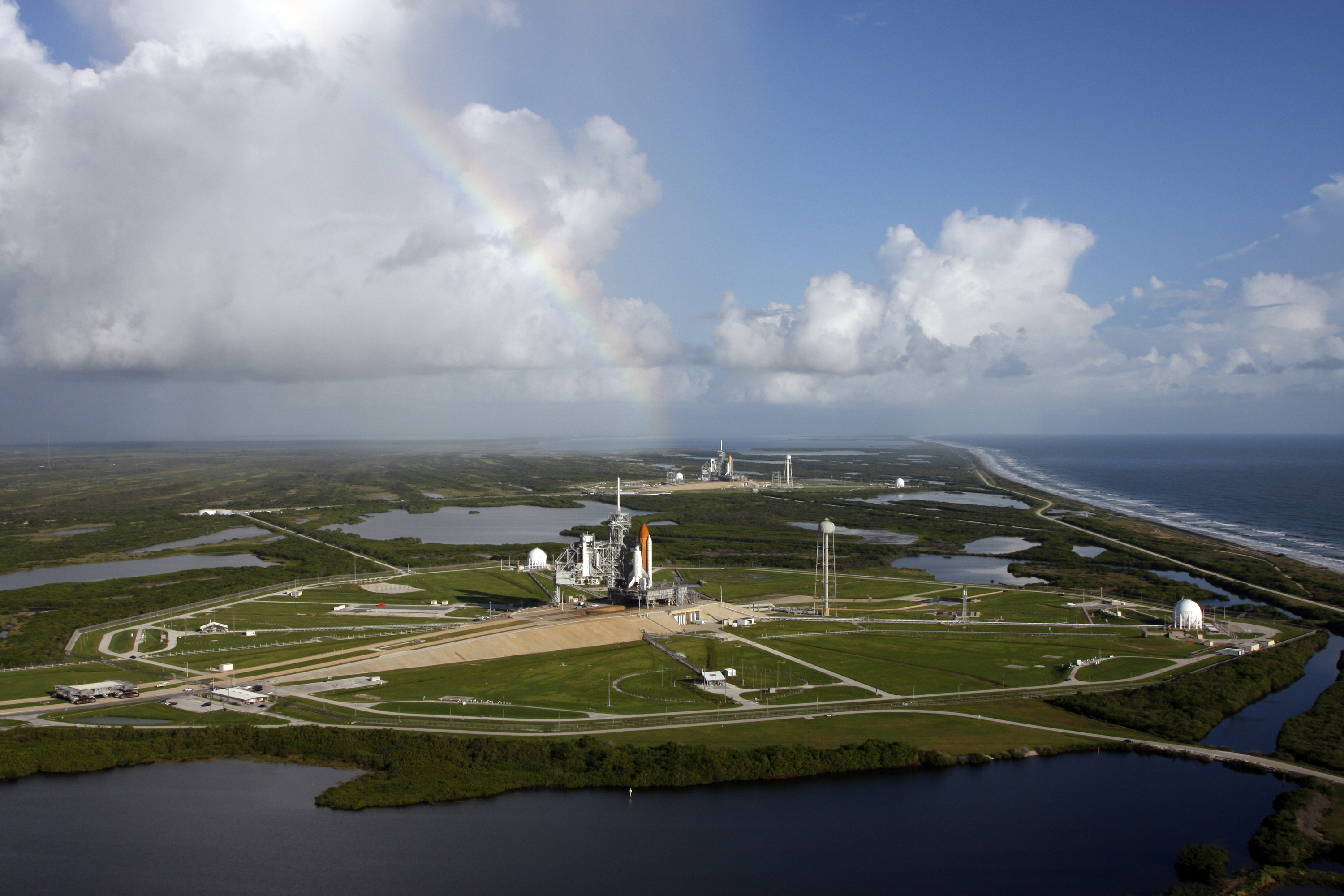
Atlantis redo för STS-125 på startplatta 39A i förgrunden. Endeavour på startplatta 39B i bakgrunden.

Sedan 2020 har man fyra startplattor, tre på LC-39 och en på den nyligen färdigställda LC-48.

### Startplats 39
Startplats 39 eller Launch Complex 39, byggdes i början av 1960-talet för det amerikanska månprogrammet. Från början planerade man att bygga fem startplattor, men det blev endast två. 2015 tillkom till slut en tredje startplatta.

### Startplatta 39A
Byggdes på 60-talet för månprogrammet. Första uppskjutningen var Apollo 4, den 9 november 1967.
Första gången  startplattan användes för rymdfärjorna var med Columbia/STS-1 den 12 april 1981.
Från och med 2007 skall de återstående planerade 16 rymdfärjeuppdragen göras från startplatta 39A, från att som tidigare ha gjorts från 39B.
Sista gången startplattan användes för rymdfärjorna var med Atlantis/STS-135 den 8 juli 2011.
2014 skrev SpaceX ett kontrakt med NASA att få använda plattan för uppskjutningar av Falcon 9 och Falcon Heavy under tjugo års tid.

### Startplatta 39B
Byggdes på 60-talet för månprogrammet. Första uppskjutningen var Apollo 10, den 18 maj 1969.
Första gången som denna startplatta användes för rymdfärjorna var med Challenger/STS-51-L den 28 januari 1986.
Atlantis /STS-116 blev 2006 den sista rymdfärjan som startade därifrån innan den togs ur bruk.
Förberedelser pågår för att använda plattan för SLS uppskjutningar.

### Startplatta 39C
2015 tillkom 39C, den har inga likheter med den 39C platta som planerades på 60-talet. Den är placerad på en yta inom 39Bs område. Denna yta blev ledig efter att rymdfärjeprogrammet lades ner. Plattan är endast avsedd för uppskjutning av små raketer.